# Lista mikroorganizmów wykorzystywanych w produkcji żywności i napojów
Lista mikroorganizmów wykorzystywanych w produkcji produktów spożywczych:
| Nazwa                                                | Mikroorganizm | Produkt                                     | Źródła             |
| ---------------------------------------------------- | ------------- | ------------------------------------------- | ------------------ |
| Acetobacter aceti                                    | bakteria      | czekolada                                   | [ 1 ]              |
| Acetobacter aceti                                    | bakteria      | ocet                                        | [ 2 ]              |
| Acetobacter cerevisiae                               | bakteria      | piwo                                        | [ 3 ]              |
| Acetobacter fabarum                                  | bakteria      | czekolada                                   | [ 2 ]              |
| Acetobacter fabarum                                  | bakteria      | kawa                                        | [ 2 ]              |
| Acetobacter lovaniensis                              | bakteria      | warzywa                                     | [ 2 ]              |
| Acetobacter malorum                                  | bakteria      | ocet                                        | [ 2 ]              |
| Acetobacter orientalis                               | bakteria      | warzywa                                     | [ 2 ]              |
| Acetobacter pasteurianus                             | bakteria      | czekolada                                   | [ 1 ] [ 2 ]        |
| Acetobacter pasteurianus                             | bakteria      | ocet                                        | [ 2 ]              |
| Acetobacter pomorum                                  | bakteria      | ocet                                        | [ 2 ]              |
| Acetobacter syzygii                                  | bakteria      | czekolada                                   | [ 2 ]              |
| Acetobacter syzygii                                  | bakteria      | ocet                                        | [ 2 ]              |
| Acetobacter tropicalis                               | bakteria      | czekolada                                   | [ 2 ]              |
| Acetobacter tropicalis                               | bakteria      | kawa                                        | [ 2 ]              |
| Arthrobacter arilaitensis                            | bakteria      | ser dojrzewający maziowy                    | [ 2 ] [ 4 ]        |
| Arthrobacter bergerei                                | bakteria      | ser dojrzewający maziowy                    | [ 2 ]              |
| Arthrobacter globiformis                             | bakteria      | ser dojrzewający maziowy                    | [ 2 ] [ 4 ]        |
| Arthrobacter nicotianae                              | bakteria      | ser dojrzewający                            | [ 2 ] [ 4 ]        |
| Arthrobacter nicotianae                              | bakteria      | ser tylżycki                                | [ 4 ]              |
| Arthrobacter variabilis                              | bakteria      | ser dojrzewający maziowy                    | [ 4 ]              |
| Aspergillus acidus                                   | grzyb         | herbata                                     | [ 2 ]              |
| Aspergillus niger                                    | grzyb         | awamori                                     | [ 2 ]              |
| Aspergillus fumigatus                                | grzyb         | czekolada                                   | [ 1 ]              |
| Aspergillus flave                                    | grzyb         | miso                                        | [ 2 ] [ 5 ]        |
| Aspergillus flave                                    | grzyb         | sake                                        | [ 2 ]              |
| Aspergillus flave                                    | grzyb         | sos sojowy                                  | [ 2 ] [ 5 ] [ 6 ]  |
| Aspergillus sojae                                    | grzyb         | miso                                        | [ 2 ]              |
| Aspergillus sojae                                    | grzyb         | sos sojowy                                  | [ 2 ] [ 6 ]        |
| Bacillus amyloliquefaciens                           | bakteria      | azjatyckie produkty spożywcze               | [ 8 ]              |
| Bacillus cereus                                      | bakteria      | czekolada                                   | [ 1 ]              |
| Bacillus coagulans                                   | bakteria      | czekolada                                   | [ 9 ]              |
| Bacillus licheniformis                               | bakteria      | czekolada                                   | [ 1 ]              |
| Bacillus licheniformis                               | bakteria      | azjatyckie produkty spożywcze               | [ 8 ]              |
| Bacillus pumilus                                     | bakteria      | czekolada                                   | [ 1 ]              |
| Bacillus pumilus                                     | bakteria      | kimchi, fermentowany karob                  | [ 8 ]              |
| Bacillus sphaericus                                  | bakteria      | śmierdzące tofu                             |                    |
| Bacillus stearothermophilus                          | bakteria      | czekolada                                   | [ 1 ]              |
| Bacillus subtilis                                    | bakteria      | czekolada                                   | [ 1 ]              |
| Bacillus subtilis                                    | bakteria      | natto                                       | [ 2 ]              |
| Bacillus subtilis                                    | bakteria      | włoska kiełbasa                             | [ 8 ]              |
| Bacillus subtilis                                    | bakteria      | azjatyckie i afrykańskie produkty spożywcze | [ 8 ]              |
| Bifidobacterium adolescentis                         | bakteria      | jogurt                                      | [ 2 ] [ 12 ]       |
| Bifidobacterium animalis                             | bakteria      | nabiał: min. jogurty, sery żółte            | [ 2 ]              |
| Bifidobacterium animalis                             | bakteria      | Activia                                     | [ 14 ]             |
| Bifidobacterium bifidum                              | bakteria      | nabiał                                      | [ 2 ] [ 12 ]       |
| Bifidobacterium breve                                | bakteria      | nabiał                                      | [ 2 ] [ 12 ]       |
| Bifidobacterium breve                                | bakteria      | soja                                        | [ 2 ]              |
| Bifidobacterium infantis                             | bakteria      | nabiał                                      | [ 12 ]             |
| Bifidobacterium lactis                               | bakteria      | nabiał, Yosa                                | [ 12 ] [ 15 ]      |
| Bifidobacterium longum                               | bakteria      | nabiał                                      | [ 2 ] [ 12 ]       |
| Bifidobacterium pseudolongum                         | bakteria      | nabiał                                      | [ 2 ]              |
| Bifidobacterium thermophilum                         | bakteria      | nabiał                                      | [ 2 ]              |
| Brachybacterium alimentarium                         | bakteria      | ser Beaufort                                | [ 16 ]             |
| Brachybacterium alimentarium                         | bakteria      | ser Gruyère                                 | [ 16 ]             |
| Brachybacterium tyrofermentans                       | bakteria      | ser Beaufort                                | [ 16 ]             |
| Brachybacterium tyrofermentans                       | bakteria      | ser Gruyère                                 | [ 16 ]             |
| Brevibacterium aurantiacum                           | bakteria      | ser                                         | [ 2 ]              |
| Brevibacterium casei                                 | bakteria      | ser dojrzewający maziowy                    | [ 2 ] [ 4 ]        |
| Brevibacterium linens                                | bakteria      | ser dojrzewający maziowy                    | [ 2 ] [ 5 ] [ 6 ]  |
| Candida colliculosa                                  | grzyb         | ser                                         | [ 2 ] [ 4 ]        |
| Candida colliculosa                                  | grzyb         | kefir                                       | [ 2 ]              |
| Meyerozyma guilliermondii                            | grzyb         | pozol                                       | [ 17 ]             |
| Meyerozyma guilliermondii                            | grzyb         | indżera                                     | [ 17 ]             |
| Candida exiguus                                      | grzyb         | chleb na zakwasie                           |                    |
| Vanrija humicola                                     | grzyb         | czekolada                                   | [ 1 ]              |
| Kluyveromyces marxianus                              | grzyb         | ser dojrzewający                            | [ 4 ]              |
| Issatchenkia orientalis                              | grzyb         | ser dojrzewający                            | [ 4 ]              |
| Issatchenkia orientalis                              | grzyb         | pozol                                       | [ 17 ]             |
| Kazachstania humilis                                 | grzyb         | chleb na zakwasie                           | [ 6 ]              |
| Candida vini                                         | grzyb         | ser limburski                               | [ 19 ]             |
| Candida vini                                         | grzyb         | ogi                                         | [ 17 ]             |
| Candida parapsilosis                                 | grzyb         | pozol                                       | [ 17 ]             |
| Wickerhamomyces anomalus                             | grzyb         | czekolada                                   | [ 1 ]              |
| Diutina rugosa                                       | grzyb         | czekolada                                   | [ 9 ]              |
| Candida saitoana                                     | grzyb         | pozol                                       | [ 17 ]             |
| Candida tropicalis                                   | grzyb         | czekolada                                   | [ 1 ]              |
| Candida tropicalis                                   | grzyb         | pozol                                       | [ 17 ]             |
| Candida utilis                                       | grzyb         | ser                                         | [ 4 ]              |
| Pichia membranifaciens                               | grzyb         | zakwas                                      | [ 6 ]              |
| Candida vini                                         | grzyb         | ser Reblochon, wino                         | [ 4 ]              |
| Candida zeylanoides                                  | grzyb         | ser Reblochon                               | [ 4 ]              |
| Carnobacterium divergens                             | bakteria      | ser                                         | [ 2 ]              |
| Carnobacterium divergens                             | bakteria      | ryby                                        | [ 2 ]              |
| Carnobacterium divergens                             | bakteria      | mięso                                       | [ 2 ]              |
| Carnobacterium maltaromaticum                        | bakteria      | nabiał                                      | [ 2 ]              |
| Carnobacterium piscicola                             | bakteria      | mięso                                       | [ 2 ]              |
| Corynebacterium ammoniagenes                         | bakteria      | ser                                         | [ 2 ]              |
| Corynebacterium casei                                | bakteria      | ser dojrzewający maziowy                    | [ 2 ] [ 4 ]        |
| Corynebacterium flavescens                           | bakteria      | ser                                         | [ 2 ]              |
| Corynebacterium mooreparkense                        | bakteria      | ser dojrzewający maziowy                    |                    |
| Corynebacterium variabile                            | bakteria      | ser                                         | [ 2 ]              |
| Cyberlindnera mrakii                                 | grzyb         | wino                                        | [ 2 ]              |
| Cystofilobasidium infirmominiatum                    | grzyb         | ser                                         | [ 2 ]              |
| Debaryomyces hansenii                                | grzyb         | ser dojrzewający maziowy                    | [ 4 ]              |
| Debaryomyces hansenii                                | grzyb         | ser Reblochon                               | [ 4 ]              |
| Debaryomyces kloeckeri                               | grzyb         | ser limburski                               | [ 19 ]             |
| Enterococcus faecalis                                | bakteria      | ser                                         | [ 2 ]              |
| Enterococcus faecalis                                | bakteria      | śmietanka                                   |                    |
| Enterococcus faecalis                                | bakteria      | szynka                                      | [ 2 ]              |
| Enterococcus faecalis                                | bakteria      | miso                                        | [ 2 ]              |
| Enterococcus faecalis                                | bakteria      | kiszonki, kimchi                            | [ 2 ] [ 8 ]        |
| Enterococcus faecalis                                | bakteria      | kiełbasa                                    |                    |
| Enterococcus faecalis                                | bakteria      | sos sojowy                                  | [ 2 ]              |
| Enterococcus faecalis                                | bakteria      | ser Manchego                                | [ 20 ]             |
| Enterococcus faecalis                                | bakteria      | szynka                                      | [ 2 ]              |
| Enterococcus faecalis                                | bakteria      | miso                                        | [ 2 ]              |
| Enterococcus faecalis                                | bakteria      | sos sojowy                                  | [ 2 ]              |
| Bisifusarium domesticum                              | grzyb         | ser                                         | [ 2 ]              |
| Geotrichum candidum                                  | grzyb         | ser                                         | [ 2 ] [ 6 ]        |
| Gluconacetobacter azotocaptans                       | bakteria      | czekolada                                   | [ 2 ]              |
| Gluconacetobacter azotocaptans                       | bakteria      | kawa                                        | [ 2 ]              |
| Gluconacetobacter diazotrophicus                     | bakteria      | czekolada                                   | [ 2 ]              |
| Gluconacetobacter diazotrophicus                     | bakteria      | kawa                                        | [ 2 ]              |
| Gluconacetobacter entanii                            | bakteria      | ocet                                        | [ 2 ]              |
| Gluconacetobacter europaeus                          | bakteria      | ocet                                        | [ 2 ]              |
| Gluconacetobacter hansenii                           | bakteria      | ocet                                        | [ 2 ]              |
| Gluconacetobacter johannae                           | bakteria      | czekolada                                   | [ 2 ]              |
| Gluconacetobacter johannae                           | bakteria      | kawa                                        | [ 2 ]              |
| Gluconacetobacter oboediens                          | bakteria      | ocet                                        | [ 2 ]              |
| Gluconacetobacter xylinus                            | bakteria      | ocet                                        | [ 2 ]              |
| Gluconobacter oxydans                                | bakteria      | czekolada                                   | [ 1 ]              |
| Hafnia alvei                                         | bakteria      | ser                                         | [ 2 ]              |
| Halomonas elongata                                   | bakteria      | mięso                                       | [ 2 ]              |
| Issatchenkia orientalis                              | grzyb         | kefir                                       | [ 2 ]              |
| Kazachstania exigua                                  | grzyb         | kefir                                       | [ 2 ]              |
| Kazachstania unispora                                | grzyb         | kefir                                       | [ 2 ]              |
| Hanseniaspora vineae                                 | grzyb         | czekolada                                   | [ 1 ]              |
| Kloeckera apis                                       | grzyb         | czekolada                                   | .                  |
| Hanseniaspora occidentalis                           | grzyb         | czekolada                                   | [ 1 ]              |
| Kluyveromyces lactis                                 | grzyb         | ser                                         | [ 2 ] [ 4 ]        |
| Kluyveromyces marxianus                              | grzyb         | ser                                         | [ 2 ] [ 4 ]        |
| Kluyveromyces marxianus                              | grzyb         | czekolada                                   | [ 9 ]              |
| Kocuria rhizophila                                   | bakteria      | ser                                         | [ 2 ]              |
| Kocuria rhizophila                                   | bakteria      | mięso                                       | [ 2 ]              |
| Kocuria varians                                      | bakteria      | nabiał                                      | [ 2 ]              |
| Kocuria varians                                      | bakteria      | kiełbasa                                    | [ 2 ]              |
| Lactobacillus acetotolerans                          | bakteria      | owoce                                       | [ 2 ]              |
| Lactobacillus acetotolerans                          | bakteria      | chleb na zakwasie                           | [ 2 ]              |
| Lactobacillus acetotolerans                          | bakteria      | warzywa                                     | [ 2 ]              |
| Lactobacillus acidifarinae                           | bakteria      | chleb na zakwasie                           | [ 2 ]              |
| Lactobacillus acidipiscis                            | bakteria      | nabiał                                      | [ 2 ]              |
| Lactobacillus acidipiscis                            | bakteria      | ryby                                        | [ 2 ]              |
| Lactobacillus acidophilus                            | bakteria      | warzywa                                     | [ 2 ]              |
| Lactobacillus acidophilus                            | bakteria      | jogurt, Yosa                                | [ 2 ] [ 15 ]       |
| Lactobacillus alimentarius                           | bakteria      | ryby                                        | [ 2 ]              |
| Lactobacillus alimentarius                           | bakteria      | mięso                                       | [ 2 ]              |
| Lactobacillus brevis                                 | bakteria      | ser Canestrato Pugliese                     | [ 20 ]             |
| Lactobacillus brevis                                 | bakteria      | warzywa, kimchi                             | [ 2 ] [ 8 ]        |
| Lactobacillus brevis                                 | bakteria      | mahewu (magou)                              | [ 21 ]             |
| Lactobacillus brevis ssp. linens                     | bakteria      | kefir                                       | [ 2 ]              |
| Lactobacillus bucheri                                | bakteria      | chleb                                       | [ 2 ]              |
| Lactobacillus bucheri                                | bakteria      | wino                                        | [ 2 ]              |
| Lactobacillus cacaonum                               | bakteria      | czekolada                                   | [ 2 ]              |
| Lactobacillus casei                                  | bakteria      | ser Idiazabal                               | [ 20 ]             |
| Lactobacillus casei                                  | bakteria      | ser Manchego                                | [ 20 ]             |
| Lactobacillus casei                                  | bakteria      | ser Roncal                                  | [ 20 ]             |
| Lactobacillus casei                                  | bakteria      | jogurt                                      | [ 2 ] [ 5 ]        |
| Lactobacillus casei                                  | bakteria      | Actimel, Yakult                             | [ 15 ]             |
| Lactobacillus casei ssp. pseudoplantarum             | bakteria      | ser Grana Padano                            | [ 20 ]             |
| Lactobacillus casei ssp. pseudoplantarum             | bakteria      | ser                                         | [ 20 ]             |
| Lactobacillus cellobiosus                            | bakteria      | czekolada                                   | [ 1 ]              |
| Lactobacillus cellobiosus                            | bakteria      | mawe                                        | [ 21 ]             |
| Lactobacillus collinoides                            | bakteria      | cydr                                        | [ 2 ]              |
| Lactobacillus composti                               | bakteria      | shōchū                                      | [ 2 ]              |
| Lactobacillus coryniformis                           | bakteria      | ser                                         | [ 2 ]              |
| Lactobacillus crispatus                              | bakteria      | chleb na zakwasie                           | [ 2 ]              |
| Lactobacillus curvatus                               | bakteria      | ser Cacio di Fossa                          | [ 20 ]             |
| Lactobacillus curvatus                               | bakteria      | ser Canestrato Pugliese                     | [ 20 ]             |
| Lactobacillus curvatus                               | bakteria      | ser Pecorino Romano                         | [ 20 ]             |
| Lactobacillus curvatus                               | bakteria      | ser Pecorino Sardo                          | [ 20 ]             |
| Lactobacillus curvatus                               | bakteria      | kiełbasa                                    | [ 2 ] [ 5 ]        |
| Lactobacillus delbrueckii                            | bakteria      | warzywa                                     | [ 2 ]              |
| Lactobacillus delbrueckii ssp. bulgaricus            | bakteria      | ser                                         | [ 2 ] [ 5 ]        |
| Lactobacillus delbrueckii ssp. bulgaricus            | bakteria      | jogurt                                      | [ 2 ] [ 5 ]        |
| Lactobacillus delbrueckii ssp. lactis                | bakteria      | ser Pecorino Romano                         | [ 20 ]             |
| Lactobacillus dextrinicus                            | bakteria      | mięso                                       | [ 2 ]              |
| Lactobacillus diolivorans                            | bakteria      | chicha                                      | [ 2 ]              |
| Lactobacillus fabifermentans                         | bakteria      | czekolada                                   | [ 2 ]              |
| Lactobacillus farciminis                             | bakteria      | ryby                                        | [ 2 ]              |
| Lactobacillus farciminis                             | bakteria      | soja                                        | [ 2 ]              |
| Lactobacillus fermentum                              | bakteria      | czekolada                                   | [ 1 ] [ 2 ]        |
| Lactobacillus fermentum                              | bakteria      | ser Pecorino Romano                         | [ 20 ]             |
| Lactobacillus fermentum                              | bakteria      | chleb na zakwasie                           | [ 2 ]              |
| Lactobacillus fermentum                              | bakteria      | Hellus                                      | [ 15 ]             |
| Lactobacillus gasseri                                | bakteria      | nabiał                                      | [ 12 ]             |
| Lactobacillus gasseri                                | bakteria      | chleb na zakwasie                           | [ 2 ]              |
| Lactobacillus ghanensis                              | bakteria      | czekolada                                   | [ 2 ]              |
| Lactobacillus hammesii                               | bakteria      | chleb na zakwasie                           | [ 2 ]              |
| Lactobacillus harbinensis                            | bakteria      | warzywa                                     | [ 2 ]              |
| Lactobacillus helveticus                             | bakteria      | czekolada                                   | [ 2 ] [ 5 ]        |
| Lactobacillus helveticus                             | bakteria      | warzywa                                     | [ 2 ]              |
| Lactobacillus hilgardii                              | bakteria      | czekolada                                   | [ 1 ]              |
| Lactobacillus hilgardii                              | bakteria      | wino                                        | [ 2 ]              |
| Lactobacillus homohiochii                            | bakteria      | sake                                        | [ 2 ]              |
| Lactobacillus homohiochii                            | bakteria      | chleb na zakwasie                           | [ 2 ]              |
| Lactobacillus jensenii                               | bakteria      | chleb                                       | [ 2 ]              |
| Lactobacillus johnsonii                              | bakteria      | nabiał                                      | [ 12 ]             |
| Lactobacillus johnsonii                              | bakteria      | chleb na zakwasie                           | [ 2 ]              |
| Lactobacillus kefiranofaciens                        | bakteria      | kefir                                       | [ 2 ]              |
| Lactobacillus kefiri                                 | bakteria      | kefir                                       | [ 2 ]              |
| Lactobacillus kimchii                                | bakteria      | kimchi                                      | [ 2 ]              |
| Lactobacillus kisonensis                             | bakteria      | kiszonki                                    | [ 2 ]              |
| Lactobacillus kunkeei                                | bakteria      | wino                                        | [ 22 ]             |
| Lactobacillus mali                                   | bakteria      | cydr                                        | [ 22 ]             |
| Lactobacillus mali                                   | bakteria      | rum                                         | [ 22 ]             |
| Lactobacillus mali                                   | bakteria      | wino                                        | [ 22 ]             |
| Lactobacillus manihotivorans                         | bakteria      | kassawa                                     | [ 22 ]             |
| Lactobacillus mindensis                              | bakteria      | chleb na zakwasie                           | [ 2 ]              |
| Lactobacillus mucosae                                | bakteria      | chleb na zakwasie                           | [ 2 ]              |
| Lactobacillus nagelii                                | bakteria      | wino                                        | [ 22 ]             |
| Lactobacillus namuresis                              | bakteria      | chleb na zakwasie                           | [ 2 ]              |
| Lactobacillus nantesis                               | bakteria      | chleb na zakwasie                           | [ 2 ]              |
| Lactobacillus nodensis                               | bakteria      | nabiał                                      | [ 2 ]              |
| Lactobacillus oeni                                   | bakteria      | wino                                        | [ 2 ]              |
| Lactobacillus otakiensis                             | bakteria      | kiszonki                                    | [ 2 ]              |
| Lactobacillus panis                                  | bakteria      | chleb na zakwasie                           | [ 2 ]              |
| Lactobacillus parabrevis                             | bakteria      | ser                                         | [ 2 ]              |
| Lactobacillus parabrevis                             | bakteria      | kefir                                       | [ 2 ]              |
| Lactobacillus parabrevis                             | bakteria      | warzywa                                     | [ 2 ]              |
| Lactobacillus parabuchneri                           | bakteria      | chleb na zakwasie                           | [ 2 ]              |
| Lactobacillus paracasei                              | bakteria      | drób                                        | [ 2 ]              |
| Lactobacillus paracasei                              | bakteria      | mięso                                       | [ 2 ]              |
| Lactobacillus paracasei ssp. paracasei               | bakteria      | ser Cacio di Fossa                          | [ 20 ]             |
| Lactobacillus paracasei ssp. paracasei               | bakteria      | ser Canestrato Pugliese                     | [ 20 ]             |
| Lactobacillus paracasei ssp. paracasei               | bakteria      | ser Pecorino Sardo                          | [ 20 ]             |
| Lactobacillus parakefiri                             | bakteria      | kefir                                       | [ 2 ]              |
| Lactobacillus paralimentarius                        | bakteria      | chleb na zakwasie                           | [ 2 ]              |
| Lactobacillus paraplantarum                          | bakteria      | ser                                         | [ 2 ]              |
| Lactobacillus paraplantarum                          | bakteria      | warzywa                                     | [ 2 ]              |
| Lactobacillus pentosus                               | bakteria      | ser Canestrato Pugliese                     | [ 20 ]             |
| Lactobacillus pentosus                               | bakteria      | ryby                                        | [ 2 ]              |
| Lactobacillus pentosus                               | bakteria      | owoce                                       | [ 2 ]              |
| Lactobacillus pentosus                               | bakteria      | wino                                        | [ 2 ]              |
| Lactobacillus perolens                               | bakteria      | ser                                         | [ 2 ]              |
| Lactobacillus perolens                               | bakteria      | warzywa                                     | [ 2 ]              |
| Lactobacillus pobuzihii                              | bakteria      | owoce                                       | [ 2 ]              |
| Lactobacillus plantarum                              | bakteria      | ser Cacio di Fossa                          | [ 20 ]             |
| Lactobacillus plantarum                              | bakteria      | ser Canestrato Pugliese                     | [ 20 ]             |
| Lactobacillus plantarum                              | bakteria      | czekolada                                   | [ 1 ]              |
| Lactobacillus plantarum                              | bakteria      | ser Idiazabal                               | [ 20 ]             |
| Lactobacillus plantarum                              | bakteria      | ser Manchego                                | [ 20 ]             |
| Lactobacillus plantarum                              | bakteria      | ser Pecorino Romano                         | [ 20 ]             |
| Lactobacillus plantarum                              | bakteria      | ser Roncal                                  | [ 20 ]             |
| Lactobacillus plantarum                              | bakteria      | kiełbasa                                    | [ 5 ]              |
| Lactobacillus plantarum                              | bakteria      | warzywa, kimchi                             | [ 2 ] [ 5 ] [ 8 ]  |
| Lactobacillus plantarum                              | bakteria      | ProViva                                     | [ 15 ]             |
| Lactobacillus pontis                                 | bakteria      | chleb na zakwasie                           | [ 2 ]              |
| Lactobacillus rapi                                   | bakteria      | kiszonki                                    |                    |
| Lactobacillus rapi                                   | bakteria      | warzywa                                     | [ 2 ]              |
| Lactobacillus reuteri                                | bakteria      | chleb na zakwasie                           | [ 2 ]              |
| Lactobacillus rhamnosus                              | bakteria      | Grana Padano cheese                         | [ 20 ]             |
| Lactobacillus rhamnosus                              | bakteria      | Parmezan                                    | [ 20 ]             |
| Lactobacillus rhamnosus                              | bakteria      | mięso                                       | [ 2 ]              |
| Lactobacillus rhamnosus                              | bakteria      | warzywa                                     | [ 2 ]              |
| Lactobacillus rhamnosus                              | bakteria      | Gefilus, Vifit                              | [ 15 ]             |
| Lactobacillus rossiae                                | bakteria      | chleb na zakwasie                           | [ 2 ]              |
| Lactobacillus sakei                                  | bakteria      | sake                                        | [ 2 ]              |
| Lactobacillus sakei                                  | bakteria      | kiełbasa                                    | [ 2 ] [ 5 ]        |
| Lactobacillus salivarius                             | bakteria      | nabiał                                      | [ 2 ]              |
| Lactobacillus sanfranciscensis                       | bakteria      | chleb na zakwasie                           | [ 2 ] [ 5 ]        |
| Lactobacillus satsumensis                            | bakteria      | shōchū                                      | [ 2 ]              |
| Lactobacillus secaliphilus                           | bakteria      | chleb na zakwasie                           | [ 2 ]              |
| Lactobacillus senmaizukei                            | bakteria      | kiszonki                                    | [ 2 ]              |
| Lactobacillus siliginis                              | bakteria      | chleb na zakwasie                           | [ 2 ]              |
| Lactobacillus similis                                | bakteria      | rum                                         | [ 2 ]              |
| Lactobacillus spicheri                               | bakteria      | chleb na zakwasie                           | [ 2 ]              |
| Lactobacillus suebicus                               | bakteria      | owoce                                       | [ 2 ]              |
| Lactobacillus spp.                                   | bakteria      | masło                                       | [ 6 ]              |
| Lactobacillus spp.                                   | bakteria      | oliwki                                      | [ 6 ]              |
| Lactobacillus sunkii                                 | bakteria      | kiszonki                                    | [ 2 ]              |
| Lactobacillus tucceti                                | bakteria      | nabiał                                      | [ 2 ]              |
| Lactobacillus tucceti                                | bakteria      | kiełbasa                                    | [ 2 ]              |
| Lactobacillus vaccinostercus                         | bakteria      | owoce                                       | [ 2 ]              |
| Lactobacillus vaccinostercus                         | bakteria      | warzywa                                     | [ 2 ]              |
| Lactobacillus versmoldesis                           | bakteria      | kiełbasa                                    | [ 2 ]              |
| Lactobacillus yamanashiensis                         | bakteria      | cydr                                        | [ 2 ]              |
| Lactobacillus yamanashiensis                         | bakteria      | wino                                        | [ 2 ]              |
| Lactococcus lactis                                   | bakteria      | maślanka                                    | [ 2 ]              |
| Lactococcus lactis                                   | bakteria      | czekolada                                   | [ 1 ]              |
| Lactococcus lactis ssp. cremoris                     | bakteria      | ser Cheddar                                 | [ 20 ]             |
| Lactococcus lactis ssp. lactis                       | bakteria      | ser                                         | [ 5 ] [ 6 ]        |
| Lactococcus raffinolactis                            | bakteria      | ser                                         | [ 2 ]              |
| Lactococcus spp.                                     | bakteria      | masło                                       | [ 6 ]              |
| Akanthomyces lecanii                                 | grzyb         | ser                                         | [ 2 ]              |
| Leuconostoc carnosum                                 | bakteria      | mięso                                       | [ 2 ]              |
| Leuconostoc citreum                                  | bakteria      | ser                                         | [ 2 ]              |
| Leuconostoc citreum                                  | bakteria      | ryby                                        | [ 2 ]              |
| Leuconostoc fallax                                   | bakteria      | kapusta kiszona                             | [ 2 ]              |
| Leuconostoc holzapfelii                              | bakteria      | kawa                                        | [ 2 ]              |
| Leuconostoc inhae                                    | bakteria      | kimchi                                      | [ 2 ]              |
| Leuconostoc kimchii                                  | bakteria      | kimchi                                      | [ 2 ]              |
| Leuconostoc lactis                                   | bakteria      | ser                                         | [ 2 ] [ 5 ] [ 12 ] |
| Leuconostoc mesenteroides                            | bakteria      | czekolada                                   | [ 1 ]              |
| Leuconostoc mesenteroides                            | bakteria      | warzywa, kimchi                             | [ 2 ] [ 8 ]        |
| Leuconostoc mesenteroides ssp. cremoris              | bakteria      | ser                                         | [ 2 ] [ 5 ] [ 12 ] |
| Leuconostoc mesenteroides ssp. cremoris              | bakteria      | warzywa                                     | [ 2 ] [ 5 ]        |
| Leuconostoc mesenteroides ssp. dextranicum           | bakteria      | masło                                       | [ 2 ] [ 12 ]       |
| Leuconostoc mesenteroides ssp. dextranicum           | bakteria      | ser Idiazabal                               | [ 20 ]             |
| Leuconostoc mesenteroides ssp. dextranicum           | bakteria      | kiszonki                                    |                    |
| Leuconostoc mesenteroides ssp. dextranicum           | bakteria      | ser Roncal                                  | [ 20 ]             |
| Leuconostoc mesenteroides ssp. mesenteroides         | bakteria      | ser Idiazabal                               | [ 20 ]             |
| Leuconostoc mesenteroides ssp. mesenteroides         | bakteria      | ser Roncal                                  | [ 20 ]             |
| Leuconostoc palmae                                   | bakteria      | wino palmowe                                | [ 2 ]              |
| Leuconostoc pseudomesenteroides                      | bakteria      | masło                                       | [ 2 ] [ 12 ]       |
| Leuconostoc pseudomesenteroides                      | bakteria      | maślanka                                    | [ 2 ] [ 12 ]       |
| Leuconostoc pseudomesenteroides                      | bakteria      | śmietana                                    | [ 2 ] [ 12 ]       |
| Leuconostoc spp.                                     | bakteria      | masło                                       | [ 6 ]              |
| Leuconostoc spp.                                     | bakteria      | oliwki                                      | [ 6 ]              |
| Leuconostoc spp.                                     | bakteria      | wino                                        | [ 6 ]              |
| Macrococcus caseolyticus                             | bakteria      | ser                                         | [ 2 ]              |
| Macrococcus caseolyticus                             | bakteria      | kiełbasa                                    | [ 2 ]              |
| Microbacterium foliorum                              | bakteria      | ser dojrzewający                            |                    |
| Microbacterium gubbeenense                           | bakteria      | ser limburski                               | [ 4 ]              |
| Microbacterium gubbeenense                           | bakteria      | ser dojrzewający maziowy                    | [ 2 ] [ 4 ]        |
| Microbacterium gubbeenense                           | bakteria      | ser tylżycki                                | [ 4 ]              |
| Micrococcus luteus                                   | bakteria      | ser                                         | [ 2 ]              |
| Micrococcus lylae                                    | bakteria      | kiełbasa                                    | [ 2 ] [ 5 ]        |
| Mucor hiemalis                                       | grzyb         | twarożek sojowy                             | [ 2 ]              |
| Mucor plumbeus                                       | grzyb         | ser                                         | [ 2 ]              |
| Mucor racemosus                                      | grzyb         | ser                                         | [ 2 ]              |
| Mucor racemosus                                      | grzyb         | czekolada                                   | [ 1 ]              |
| Neurospora intermedia                                | grzyb         | oncom                                       |                    |
| Oenococcus oeni                                      | bakteria      | wino                                        | [ 2 ] [ 5 ] [ 6 ]  |
| Pediococcus acidilactici                             | bakteria      | kiełbasa                                    | [ 2 ] [ 5 ] [ 6 ]  |
| Pediococcus acidilactici                             | bakteria      | warzywa                                     | [ 5 ] [ 6 ]        |
| Pediococcus pentosaceus                              | bakteria      | kiełbasa                                    | [ 2 ] [ 5 ] [ 6 ]  |
| Pediococcus pentosaceus                              | bakteria      | kimchi                                      | [ 8 ]              |
| Gliocladium album                                    | grzyb         | sery lokalne                                | [ 4 ]              |
| Penicillium camemberti                               | grzyb         | ser                                         | v                  |
| Penicillium caseifulvum                              | grzyb         | ser                                         | [ 2 ]              |
| Penicillium chrysogenum                              | grzyb         | ser                                         | [ 2 ]              |
| Penicillium chrysogenum                              | grzyb         | kiełbasa                                    | [ 5 ]              |
| Penicillium commune                                  | grzyb         | ser dojrzewający                            | [ 2 ] [ 4 ]        |
| Penicillium nalgiovense                              | grzyb         | ser                                         | [ 2 ]              |
| Penicillium nalgiovense                              | grzyb         | szynka                                      |                    |
| Penicillium nalgiovense                              | grzyb         | kełbasa                                     | [ 6 ]              |
| Penicillium roqueforti                               | grzyb         | ser                                         | [ 2 ] [ 5 ] [ 6 ]  |
| Penicillium solitum                                  | grzyb         | mięso                                       | [ 2 ]              |
| Pichia fermentans                                    | grzyb         | nabiał                                      | [ 2 ]              |
| Pichia fermentans                                    | grzyb         | kefir                                       | [ 2 ]              |
| Pichia fermentans                                    | grzyb         | wino                                        | [ 2 ]              |
| Propionibacterium acidipropionici                    | bakteria      | ser                                         | [ 2 ]              |
| Propionibacterium freudenreichii ssp. freudenreichii | bakteria      | nabiał                                      | [ 2 ] [ 6 ]        |
| Propionibacterium freudenreichii ssp. shermanii      | bakteria      | ementaler                                   | [ 2 ] [ 5 ] [ 6 ]  |
| Propionibacterium jensenii                           | bakteria      | ser                                         | [ 2 ]              |
| Propionibacterium thoenii                            | bakteria      | ser                                         | [ 2 ]              |
| Proteus vulgaris                                     | bakteria      | ser dojrzewający                            |                    |
| Pseudomonas fluorescens                              | bakteria      | jogurt                                      |                    |
| Psychrobacter celer                                  | bakteria      | ser                                         |                    |
| Rhizopus microsporus                                 | grzyb         | oncom                                       | [ 6 ]              |
| Rhizopus microsporus                                 | grzyb         | tempeh                                      | [ 2 ] [ 5 ] [ 6 ]  |
| Cystofilobasidium infirmominiatum                    | grzyb         | ser                                         | [ 4 ]              |
| Rhodotorula glutinis                                 | grzyb         | czekolada                                   | [ 1 ]              |
| Cystobasidium minutum                                | grzyb         | ser dojrzewający maziowy                    | [ 4 ]              |
| Rhodotorula rubra                                    | grzyb         | czekolada                                   | [ 1 ]              |
| Saccharomyces bayanus                                | grzyb         | piwo                                        | [ 2 ]              |
| Saccharomyces bayanus                                | grzyb         | cydr                                        | [ 2 ]              |
| Saccharomyces bayanus                                | grzyb         | wino                                        | [ 2 ]              |
| Saccharomyces pastorianus                            | grzyb         | lager                                       | [ 6 ]              |
| Saccharomyces cerevisiae                             | grzyb         | ale                                         | [ 2 ] [ 5 ]        |
| Saccharomyces cerevisiae                             | grzyb         | chleb                                       | [ 2 ] [ 5 ]        |
| Saccharomyces cerevisiae                             | grzyb         | cydr                                        | [ 2 ]              |
| Saccharomyces cerevisiae                             | grzyb         | ser                                         | [ 2 ] [ 4 ]        |
| Saccharomyces cerevisiae                             | grzyb         | czekolada                                   | [ 1 ]              |
| Saccharomyces cerevisiae                             | grzyb         | wino                                        | [ 2 ] [ 5 ]        |
| Saccharomyces cerevisiae                             | grzyb         | wypieki cukiernicze                         |                    |
| Saccharomyces pastorianus                            | grzyb         | lager                                       | [ 5 ]              |
| Saccharomyces bayanus                                | grzyb         | miso                                        |                    |
| Saccharomyces rouzii                                 | grzyb         | lager                                       | [ 6 ]              |
| Staphylococcus uvarum                                | bakteria      | ser                                         | [ 4 ]              |
| Staphylococcus carnosus ssp. carnosus                | bakteria      | kiełbasa                                    | [ 2 ] [ 5 ]        |
| Staphylococcus condimenti                            | bakteria      | soja                                        | [ 2 ]              |
| Staphylococcus equorum                               | bakteria      | mięso                                       | [ 2 ]              |
| Staphylococcus equorum ssp. linens                   | bakteria      | ser                                         | [ 2 ] [ 4 ]        |
| Staphylococcus fleurettii                            | bakteria      | ser                                         | [ 2 ]              |
| Staphylococcus piscifermentans                       | bakteria      | ryby                                        | [ 2 ]              |
| Staphylococcus saphrophyticus                        | bakteria      | ser harceński                               | [ 4 ]              |
| Staphylococcus sciuri ssp. carnaticus                | bakteria      | ser                                         | [ 2 ]              |
| Staphylococcus simulans                              | bakteria      | kiełbasa                                    |                    |
| Staphylococcus succinus                              | bakteria      | nabiał                                      | [ 2 ]              |
| Staphylococcus succinus                              | bakteria      | mięso                                       | [ 2 ]              |
| Staphylococcus vitulinus                             | bakteria      | ser                                         | [ 2 ]              |
| Staphylococcus vitulinus                             | bakteria      | mięso                                       | [ 2 ]              |
| Staphylococcus warneri                               | bakteria      | mięso                                       | [ 2 ]              |
| Staphylococcus xylosus                               | bakteria      | ser                                         | [ 2 ] [ 4 ]        |
| Staphylococcus xylosus                               | bakteria      | kiełbasa                                    |                    |
| Streptococcus gallolyticus                           | bakteria      | nabiał                                      | [ 2 ]              |
| Streptococcus salivarius                             | bakteria      | jogurt                                      |                    |
| Streptococcus thermophilus                           | bakteria      | ser                                         | [ 2 ] [ 5 ]        |
| Streptococcus thermophilus                           | bakteria      | jogurt                                      | [ 5 ] [ 6 ]        |
| Streptomyces griseus                                 | bakteria      | mięso                                       |                    |
| Tetragenococcus halophilus                           | bakteria      | miso                                        | [ 2 ]              |
| Tetragenococcus halophilus                           | bakteria      | sos sojowy                                  | [ 2 ] [ 5 ]        |
| Tetragenococcus koreensis                            | bakteria      | kimchi                                      | [ 2 ]              |
| Debaryomyces delbrueckii                             | grzyb         | ser dojrzewający maziowy                    | [ 4 ]              |
| Wickerhamiella versatilis                            | grzyb         | miso                                        |                    |
| Thrichosporon beigelii                               | grzyb         | ser dojrzewający maziowy                    | [ 4 ]              |
| Akanthomyces lecanii                                 | grzyb         | ser Tomme                                   | [ 4 ]              |
| Weissella beninensis                                 | bakteria      | kassawa                                     | [ 2 ]              |
| Weissella cibaria                                    | bakteria      | kimchi                                      | [ 2 ]              |
| Weissella fabaria                                    | bakteria      | czekolada                                   | [ 2 ]              |
| Weissella ghanesis                                   | bakteria      | czekolada                                   | [ 2 ]              |
| Weissella koreensis                                  | bakteria      | kimchi                                      | [ 2 ] [ 8 ]        |
| Weissella paramesenteroides                          | bakteria      | kiełbasa                                    | [ 2 ]              |
| Weissella thailandensis                              | bakteria      | ryby                                        | [ 2 ]              |
| Yarrowia lipolytica                                  | grzyb         | ser Raclette                                | [ 4 ]              |
| Yarrowia lipolytica                                  | grzyb         | ser dojrzewający maziowy                    | [ 4 ]              |
| Yarrowia lipolytica                                  | grzyb         | nabiał                                      | [ 2 ]              |
| Zygotorulaspora florentina                           | grzyb         | kefir                                       | [ 2 ]              |
| Zymomonas mobilis                                    | bakteria      | wino palmowe                                | [ 2 ]              |
| Zymomonas mobilis                                    | bakteria      | pulque                                      | [ 2 ]              |